# دولت فدرال بلژیک
دولت فدرال بلژیک (هلندی: Federale regering) قوه مجریه در پادشاهی بلژیک را اعمال می‌کند. این مجموعه متشکل است از وزیران، استانداری‌ها و معاونین وزرا که در شورای وزیران حضور پیدا نمی‌کنند و احزاب سیاسی که دولت ائتلافی را تشکیل می‌دهند. دولت فدرال توسط نخست‌وزیر بلژیک هدایت می‌شود و او وزیران و وزارتخانه‌های دولت را هدایت می‌کند. وزیران با هم شورای وزیران را تشکیل می‌دهند که ارگان اجرایی عالی دولت یا هیئت دولت به‌شمار می‌رود.
به‌طور رسمی، قدرت اجرایی به پادشاه بلژیک واگذار می‌شود که به‌طور رسمی وزرا را منصوب می‌کند. با این حال، طبق قانون اساسی بلژیک، پادشاه به لحاظ سیاسی قدرت اعمال سیاست‌گذاری را ندارد، و قدرت او باید از طریق یک وزیر اعمال شود؛ بنابراین، در عمل، وزرا به‌طور واقعی نقش روز به روز کار را بر عهده دارند.

## وظایف و عملکرد
در سطح فدرال، قدرت اجرایی توسط دولت فدرال اداره می‌شود، در حالی که نخست‌وزیر، رئیس دولت است. هر وزیر یک وزارتخانه را برعهده دارد و وزیر امور خارجه، به عنوان معاون وزیر، به این وزارتخانه‌ها کمک می‌کند. دولت منعکس‌کننده وزن احزاب سیاسی است که دولت ائتلافی وقت را تشکیل می‌دهند. هیچ حزب یا احزاب خانواده به تنهایی نمی‌توانند در مذاکره با سایر احزاب اکثریت مطلق کرسی‌ها در پارلمان را به دست بیاورند.

## تحولات سیاسی اخیر
در انتخابات سال ۲۰۱۴، برای تکرار نشدن توافقات ناپایدار توافق سیاسی به وجود آمد، و دولت میشل نسبتاً سریع به ویژه برای از بین بردن سوسیالیست‌ها و از جمله ناسیونالیست فلاندر N-VA تشکیل شد.

## دولت کنونی
دولت میشل، از دسامبر ۲۰۱۸، یک کابینه ائتلافی اقلیت بود که شامل ۱۲ وزیر در ائتلافی از احزاب هلندی VLD و CD & V و حزب فرانسوی MR شکل گرفت.